# The Extended Mind

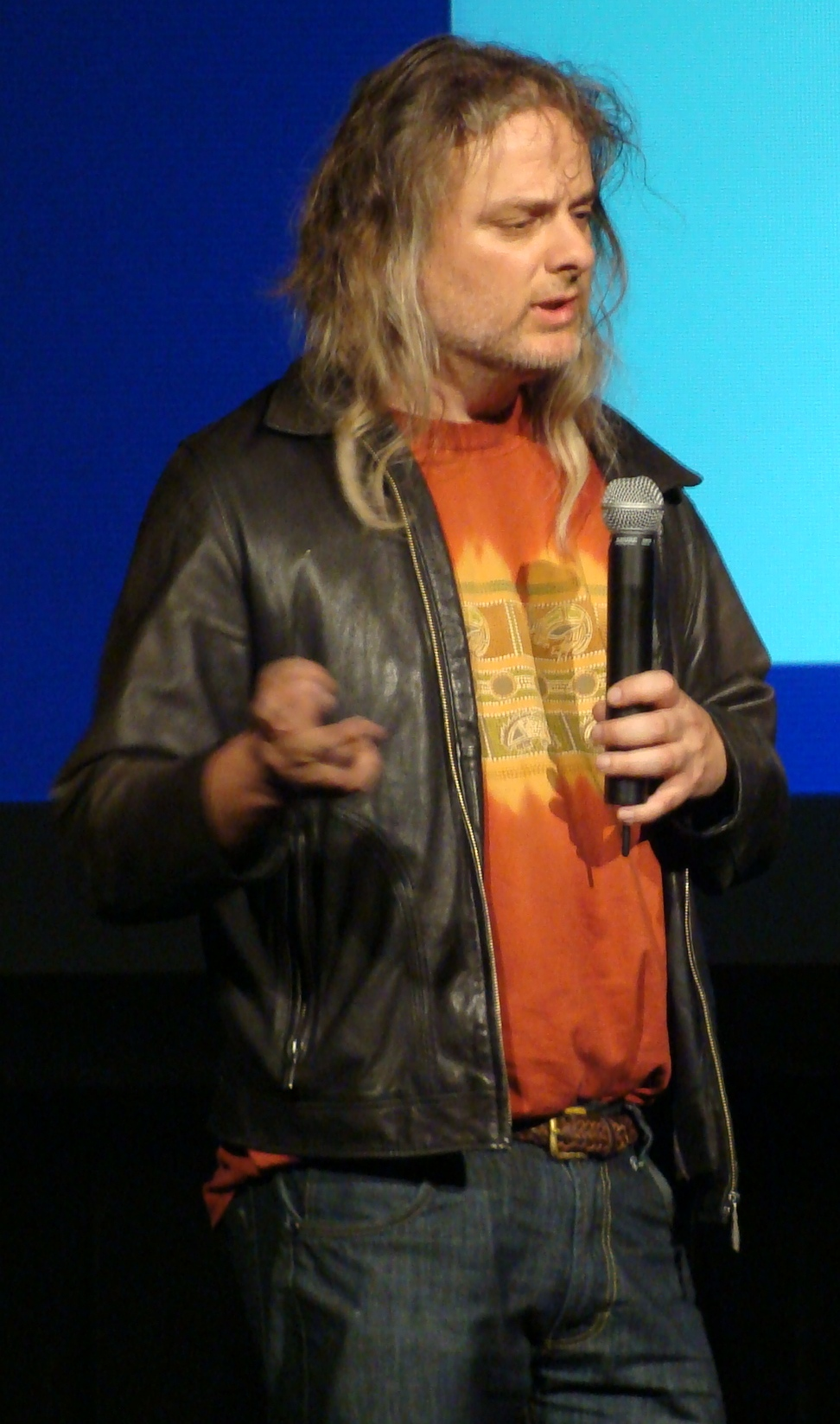
David Chalmers, een verdediger van de thesis van de extended mind.

The extended mind (de uitgebreide geest), ook wel actief externalisme genoemd, is een thesis in de filosofie van de geest, verdedigd door Andy Clark en David Chalmers in hun gelijknamig artikel The extended mind (1998). Het werd verder uitgewerkt in Clarks boek Supersizing the Mind (2008). Cognitie wordt er niet opgevat als louter hersenactiviteit maar als een circuit van causale dynamieken dat zich bijgevolg ook voorbij de grenzen van huid en schedel uitstrekt. De klassieke tweedeling tussen geest en wereld verliest daardoor aan relevantie.

## Inhoud
De thesis van de uitgebreide geest vertrekt van de vraag: "waar stopt de geest en begint de wereld?". Deze vraag beantwoordt ze grotendeels negatief: er is volgens Clark en Chalmers geen gegronde reden waarom de geest moet ophouden daar waar het lichaam ophoudt. Cognitieve processen bevinden zich met andere woorden niet (geheel) in het hoofd van de mens. De reden waarom men dit standpunt aanneemt, is omdat het vele voordelen zou bieden in het beschrijven van menselijke handelingen. Zo is het bijvoorbeeld makkelijker om een spelletje scrabble uit te leggen aan de hand van dat de letterblokjes deel zijn van de geest, terwijl en anders volgens de auteurs een veel te ingewikkelde beschrijving van een lange reeks "inputs" en "handelingen" moet opgesteld worden. Om deze stelling plausibel te maken, stellen de auteurs enkele situaties voor:
1. Een persoon zit voor een computerscherm en moet oordelen of figuren op dit scherm al dan niet in elkaar passen, door ze mentaal te draaien in zijn hoofd.
2. een persoon zit voor een computerscherm en moet oordelen of figuren op dit scherm al dan niet in elkaar passen, maar kan nu gebruikmaken van een draaiknop, waardoor hij de figuren kan draaien en zo dus kijken of ze in elkaar passen.
3. Ergens in een verre toekomst zit er ook een persoon voor een computerscherm. De persoon in kwestie hier heeft echter een neuraal implantaat ter beschikken die deze draaibewegingen kan bewerkstelligen op een gelijkaardige wijze zoals de computer in het vorige geval dat deed.

Clark en Chalmers zullen stellen dat er geen verschil tussen de drie gevallen zit. Spontaan zou je misschien geneigd zijn bij (2) elke vorm van cognitie te ontkennen. Bij drie lijkt het echter al plausibeler: het is in zekere zin de geest - zij het dan met een implantaat als hulp - dat de figuren doet draaien. Op basis van welke gegronde reden kan men echter nog een onderscheid maken tussen (2) en (3)? Het enige verschil lijkt er een te zijn van plaats: bij (2) bevindt zich het hulpstuk buiten het hoofd, en bij (3) niet. Dit is echter volgens de auteurs geen gegronde reden, en aldus stopt de geest niet bij de grenzen van het hoofd. Ze stellen hiervoor het parity principle voor: als iets als een proces verloopt dat, mocht het zich in je hoofd afspelen, meteen als mentaal zou worden beschreven, dan is dat deel ook een deel van mijn mentaal proces. Clark en Chalmers onderscheiden hiernaast een epistemische handeling van een pragmatische handeling. Bij een pragmatische handeling verandert men de wereld omwille van de verandering zelf (bijvoorbeeld het bouwen van een huis), bij een epistemische handeling verandert men iets in de wereld om cognitieve processen als herkenning en zoeken te stimuleren en te helpen. Clark en Chalmers stellen dat zowel (2) als (3) onder een epistemische handeling. Dat (2) onder deze soort valt, resulteert volgens de auteurs in het feit dat het een deel van de geest is. Zo schrijven zij:
Epistemic action, we suggest, demands spread of epistemic credit. If, as we confront some task, a part of the world functions as a process which, were it done in the head, we would have no hesitation in recognizing as part of the cognitive process, then that part of the world is (so we claim) part of the cognitive process. Cognitive processes ain't (all) in the head!
Verder stellen Clark en Chalmers ook het gedachte-experiment van Otto en Inga voor:
First, consider a normal case of belief embedded in memory. Inga hears from a friend that there is an exhibition at the Museum of Modern Art, and decides to go see it. She thinks for a moment and recalls that the museum is on 53rd Street, so she walks to 53rd Street and goes into the museum. It seems clear that Inga believes that the museum is on 53rd Street, and that she believed this even before she consulted her memory. It was not previously an occurrent belief, but then neither are most of our beliefs. The belief was sitting somewhere in memory, waiting to be accessed.
Now consider Otto. Otto suffers from Alzheimer's disease, and like many Alzheimer's patients, he relies on information in the environment to help structure his life. Otto carries a notebook around with him everywhere he goes. When he learns new information, he writes it down. When he needs some old information, he looks it up. For Otto, his notebook plays the role usually played by a biological memory. Today, Otto hears about the exhibition at the Museum of Modern Art, and decides to go see it. He consults the notebook, which says that the museum is on 53rd Street, so he walks to 53rd Street and goes into the museum. 
Clark en Chalmers zullen hierbij dan ook beweren dat er geen verschil tussen beide gevallen is. Het notitieboekje van Otto speelt dezelfde rol als het geheugen van Inga. En net als Inga al de overtuiging had dat het museum zich bevond in 53rd street, zo had Otto deze ook al, nog voor hij in zijn notitieboekje keek. Zeggen dat dit niet zo is, en dat Otto dus niet die overtuiging had vooraleer hij het boekje raadpleegde, doen ze af als een onnodig moeilijke en onhandige verklaring.

## Kritiek en tegenwerpingen
Er zijn vele soorten kritiek geuit op deze thesis. Vele spontane tegenwerpingen bespreken Clark en Chalmers al in het artikel:
1. Geest is bewustzijn: De geest lijkt samen te vallen met bewustzijn, en het lijkt niet plausibel dat bewustzijn buiten het hoofd kan reiken. Clarke en Chalmers wijzen erop dat echter niet elk mentaal proces overeenkomt met een bewust proces.
2. De geest moet altijd beschikbaar zijn: om gekwalificeerd te worden als geest, moet het iets zijn dat altijd ter beschikking staat. Het probleem met externe zaken is dat zij niet altijd beschikbaar zijn, ze kunnen te makkelijk losgekoppeld worden. Echte cognitieve processen moeten gelokaliseerd zijn in de kern van het systeem. In het geval van Otto kan men er bijvoorbeeld op wijzen dat hij zijn boekje niet altijd bij zich heeft of kan hebben. Hij kan het bijvoorbeeld niet lezen in het donker, of onder de douche. De auteurs werpen hiertegen dat in een verre toekomst het wel degelijk zo kan zijn dat er bepaalde implantaten in het hoofd kunnen worden aangebracht of ermee gekoppeld worden, die dus evengoed nooit ermee gescheiden kunnen worden. Daarnaast lossen ze het geval van Otto op door erop te wijzen dat ook bij Inga, dit probleem kan optreden: een chirurgische ingreep kan bijvoorbeeld haar geheugen weg nemen, of ze kan gewoon dronken zijn. Dit lijkt echter geen goede objectie te zijn om Inga haar overtuiging te ontnemen, en aldus lijkt het ook niet op te gaan voor Otto.

### Jerry Fodor

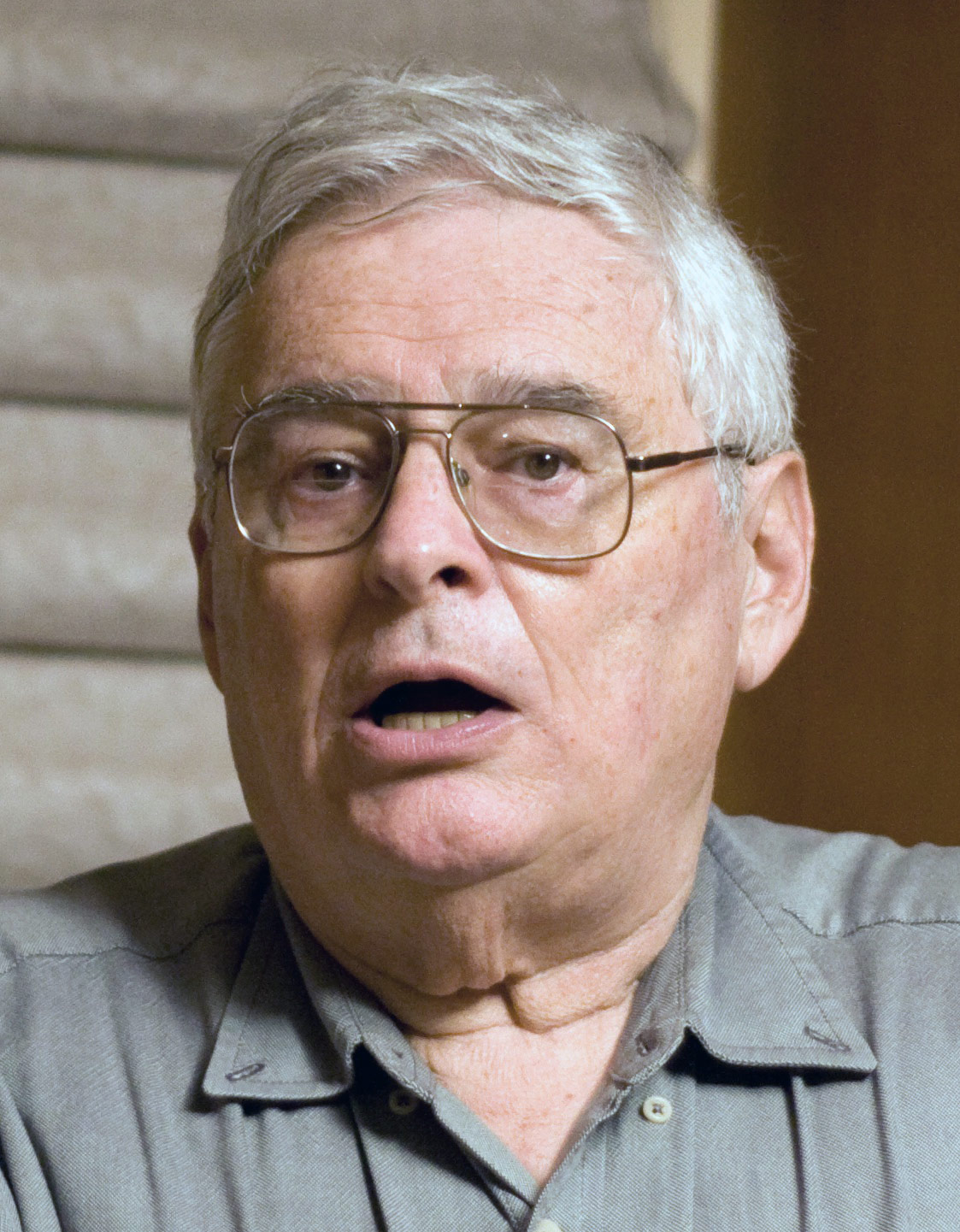
Jerry Fodor, een criticus van de thesis van de extended mind.

De thesis van de extended mind is ook sterk bekritiseerd door Jerry Fodor. Fodor wijst er enerzijds op dat Clark en Chalmers ervan uitgaan dat de geest delen zou hebben, waaronder dan ook externe dingen vallen. Het is Fodor echter niet duidelijk hoe, als de geest geen "delen" heeft (wat toch aanneembaar lijkt), men dan nog kan claimen dat er extra delen aan toekomen. Anderzijds stelt Fodor dat de voorgestelde parity principle een drogreden is. Terwijl Clark en Chalmers net voorstellen dat dit principe beslechten kan of er al dan niet een uitgebreide geest is of niet, stelt Fodor dat net dit principe al de voorkeur uit in richting van deze uitgebreide geest. Tegenstanders van de thesis van de extended mind zullen immers net ontkennen dat dit genoeg is om iets te rekenen tot de geest.
De grootste objectie ziet Fodor echter in het feit dat deze thesis bij uitstek het kenmerk van het mentale over het hoofd ziet: intensionaliteit. Het kenmerk van het mentale is met andere woorden net dat het inhoud heeft. Het notitieboekje van Otto daarentegen bezit geen enkele soort intentionaliteit, tenzij een afgeleide intentionaliteit van de gedachten van Otto zelf. Het notitieboekje heeft immers geen betekenis op zichzelf, enkel als er een geest bij betrokken wordt, namelijk die van Otto. De gelijkenis tussen Otto en Inga komt vals naar voren, door een hellend vlak van het ene geval naar het andere. Zo stellen Clark en Chalmers het voor alsof Inga - net als Otto - haar herinnering moet "raadplegen". Dit is niet zo, ze moet haar herinneringen niet raadplegen, ze heeft ze gewoon.
Fodor wijst ook op de reden waarom Clark en Chalmers van een "uitgebreide geest" uitgaan: vanwege de simpliciteit dat die aanname toelaat in het beschrijven van handelingen en dergelijke. Fodor vindt dit echter geen goede verantwoording, hij schrijft:
Considerations of simplicity come into play when we are trying to choose between theories that are of otherwise equivalent explanatory power. But supposing that Otto’s notebook is in his head leads to all sorts of explanatory failures that supposing that it isn’t avoids.
Een probleem waarmee deze thesis van Clark en Chalmers niet kan omgaan, zijn bepaalde zaken die wel in de interne wereld voorkomen, maar niet in de echte wereld zelf. Voorbeelden hiervan zijn foute overtuigingen, hypothetische of modale uitspraken, overtuigingen over de toekomst of het verleden, ...